# Carex fernandezensis
Carex fernandezensis là một loài thực vật có hoa trong họ Cói. Loài này được Mack. ex G.A.Wheeler mô tả khoa học đầu tiên năm 2007.